# 賈熙績
賈熙績（1559年—1626年），字世勛，號懋所，直隶廣平府鸡泽县人，明朝政治人物。同进士出身。

## 生平
生于嘉靖三十八年正月十四日巳時，萬曆二十二年（1594年）甲午科順天鄉試舉人，三十二年（1604年）甲辰科進士。大理寺觀政，初授行人司行人，三十七年奉使册封唐府，三十八年册封肃府铅山王，四十年升户部主事，四十一年管禄米仓，升员外郎，四十二年升郎中，四十三年升镇江府知府。四十六年十二月被糾劾去職。卒于天啟六年（1626年）八月二十日亥時，得年六十有八。

## 家族
其先太原府交城縣人，始祖賈誠永樂初遷居雞澤。曾祖賈良悌；祖父賈洲；父賈棲鳳，贈承德郎戶部山西清吏司署郎中事主事。兄賈熙載。